# Liste der Kulturgüter in Laufenburg
Die Liste der Kulturgüter in Laufenburg enthält alle Objekte in der Gemeinde Laufenburg im Kanton Aargau, die gemäss der Haager Konvention zum Schutz von Kulturgut bei bewaffneten Konflikten, dem Bundesgesetz vom 20. Juni 2014 über den Schutz der Kulturgüter bei bewaffneten Konflikten sowie der Verordnung vom 29. Oktober 2014 über den Schutz der Kulturgüter bei bewaffneten Konflikten unter Schutz stehen.
Objekte der Kategorien A und B sind vollständig in der Liste enthalten, Objekte der Kategorie C fehlen zurzeit (Stand: 1. Januar 2023).

## Kulturgüter
| Foto |                                                                                              | Objekt | Kat. | Typ | Standort                                    | Beschreibung |
| ---- | -------------------------------------------------------------------------------------------- | --- | ---- | --- | ------------------------------------------- | ------------ |
| ja   | Datei hochladen · Wikidata zu Gerichtsgebäude (Q19362339)                                    | Gerichtsgebäude KGS-Nr.: 00147                                                                                     | A    | G   | Gerichtsgasse 86 646737 / 268037            |              |
| ja   | Datei hochladen · Wikidata zu Katholische Pfarrkirche (Q2327394)                             | Katholische Pfarrkirche KGS-Nr.: 00149                                                                             | A    | G   | Schlossbergsteig 191.4 646861 / 268116      |              |
| ja   | Datei hochladen · Wikidata zu Ruine Laufenburg (Q2175339)                                    | Ruine Laufenburg, mittelalterliche Burgruine, mutmasslicher Teil der spätrömischen Rheinbefestigung KGS-Nr.: 00152 | A    | G   | Burgmattstrasse 5.1 646841 / 268060         |              |
| ja   | Datei hochladen · Wikidata zu Rheinsulz, Teil der spätrömischen Rheinbefestigung (Q19362389) | Rheinsulz, Teil der spätrömischen Rheinbefestigung KGS-Nr.: 00259                                                  | A    | F   | Sulz, Hauptstrasse 648971 / 267529          |              |
| ja   | Datei hochladen · Wikidata zu Kraftwerk Laufenburg (Q1786142)                                | Kraftwerk Laufenburg KGS-Nr.: 08985                                                                                | A    | G   | Galgenrain 2.3 645937 / 267427              |              |
| ja   | Datei hochladen · Wikidata zu Haus zum Schiff (Gebäude) (Q29576406)                          | Haus zum Schiff (Gebäude) KGS-Nr.: 00148                                                                           | B    | G   | Fluhgasse 156 646822 / 268195               |              |
| ja   | Datei hochladen · Wikidata zu Rathaus (Q29576433)                                            | Rathaus KGS-Nr.: 00150                                                                                             | B    | G   | Laufenplatz 145 646767 / 268219             |              |
| ja   | Datei hochladen · Wikidata zu Laufenbrücke (Q1807407)                                        | Laufenbrücke KGS-Nr.: 00151                                                                                        | B    | G   | 646821 / 268285                             |              |
| BW   | Datei hochladen · Wikidata zu Stadtbefestigung Laufenburg (Q29576452)                        | Stadtbefestigung KGS-Nr.: 09866                                                                                    | B    | G   | 646835 / 268055                             |              |
| ja   | Datei hochladen · Wikidata zu Margarethakapelle (Q29576416)                                  | Margarethakapelle KGS-Nr.: 09896                                                                                   | B    | G   | Sulz, Alte Hauptstrasse 3.3 649031 / 267425 |              |
| ja   | Datei hochladen · Wikidata zu Niklauskapelle (Q29576424)                                     | Niklauskapelle KGS-Nr.: 15496                                                                                      | B    | G   | Sulz, Hauptstrasse 21.1 649339 / 266433     |              |
| ja   | Datei hochladen · Wikidata zu Altes Zeughaus (Q29576381)                                     | Altes Zeughaus KGS-Nr.: 15497                                                                                      | B    | G   | Zeughausgässli 101.1 646757 / 268051        |              |
| ja   | Datei hochladen · Wikidata zu Wohnhaus Obere Wasengasse 62 (Q29576428)                       | Wohnhaus KGS-Nr.: 15498                                                                                            | B    | G   | Obere Wasengasse 62 646717 / 267984         |              |
| ja   | Datei hochladen · Wikidata zu Wohnhaus Obere Wasengasse 91 (Q29576431)                       | Wohnhaus KGS-Nr.: 15499                                                                                            | B    | G   | Obere Wasengasse 91 646738 / 268001         |              |
| ja   | Datei hochladen · Wikidata zu Wohnhäuser Herrengasse 110–112 (Q29576457)                     | Wohnhäuser KGS-Nr.: 15502                                                                                          | B    | G   | Herrengasse 110–112 646800 / 268115         |              |
| ja   | Datei hochladen · Wikidata zu Gasthaus "Zum Meerfräulein" (Q29576403)                        | Gasthaus «Zum Meerfräulein» KGS-Nr.: 15503                                                                         | B    | G   | Fischergasse 152 646826 / 268209            |              |
| ja   | Datei hochladen · Wikidata zu Wasenbrunnen (Q29576454)                                       | Wasenbrunnen KGS-Nr.: 15505                                                                                        | B    | K   | Obere/Hintere Wasengasse 646697 / 267996    |              |
| ja   | Datei hochladen · Wikidata zu Rösslibrunnen (Q29576439)                                      | Rösslibrunnen KGS-Nr.: 15506                                                                                       | B    | K   | Marktgasse 646754 / 268151                  |              |
| ja   | Datei hochladen · Wikidata zu Laufenbrunnen (Q29576413)                                      | Laufenbrunnen KGS-Nr.: 15507                                                                                       | B    | K   | Laufenplatz 646766 / 268235                 |              |
| ja   | Datei hochladen · Wikidata zu Marktplatzbrunnen (Q29576418)                                  | Marktplatzbrunnen KGS-Nr.: 15508                                                                                   | B    | K   | Marktplatz 646861 / 268171                  |              |
| BW   | Datei hochladen · Wikidata zu Römische Siedlung (Q105514483)                                 | Römische Siedlung KGS-Nr.: 15509                                                                                   | B    | F   | Baslerstrasse 646501 / 267800               |              |
| ja   | Datei hochladen · Wikidata zu Museum Haus zum Schiff (Q29576421)                             | Museum Haus zum Schiff (Sammlung) KGS-Nr.: 15511                                                                   | B    | S   | Fluhgasse 156 646827 / 268191               |              |
| ja   | Datei hochladen · Wikidata zu Kaplanei (Herman Suter-Haus) (Q29576410)                       | Kaplanei (Herman Suter-Haus) KGS-Nr.: 15512                                                                        | B    | G   | Herrengasse 108 646785 / 268108             |              |
| BW   | Datei hochladen · Wikidata zu Römisch-katholisches Pfarrhaus (Q29576436)                     | Römisch-katholisches Pfarrhaus KGS-Nr.: 15514                                                                      | B    | G   | Gerichtsgasse 84 646746 / 268081            |              |
| ja   | Datei hochladen · Wikidata zu Schulhaus Burgmatt (Q29576443)                                 | Schulhaus Burgmatt KGS-Nr.: 15515                                                                                  | B    | G   | Burgmattstrasse 2 646884 / 267960           |              |
| BW   | Datei hochladen · Wikidata zu Beamtenhäuser (Q29576384)                                      | Beamtenhäuser KGS-Nr.: 16082                                                                                       | B    | G   | Galgenrain 2–12 645831 / 267231             |              |